# Amt Gnoien

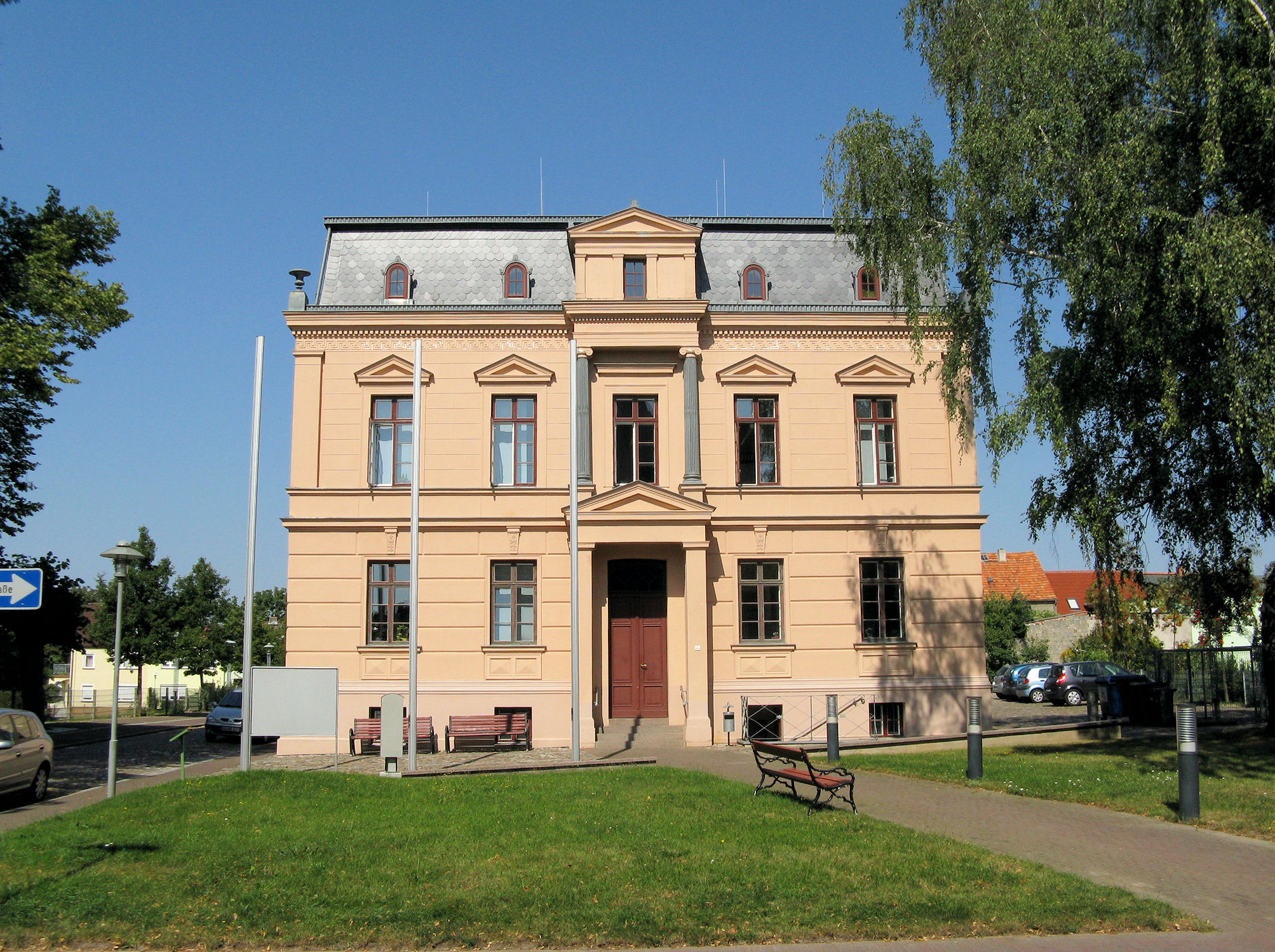
Gebäude der Amtsverwaltung in Gnoien

Das Amt Gnoien liegt im Nordosten des Landkreises Rostock in Mecklenburg-Vorpommern (Deutschland).

## Beschreibung
In diesem Amt, das 1992 entstand, sind vier Gemeinden und die Stadt Gnoien (Amtssitz) zur Erledigung ihrer Verwaltungsgeschäfte zusammengeschlossen. Zum Amt gehörten ursprünglich neun Gemeinden. Die Gemeinde Kleverhof wurde am 1. Januar 1999 nach Altkalen eingemeindet; am 31. Dezember 1999 wurde die Gemeinde Groß Nieköhr in die Gemeinde Behren-Lübchin eingegliedert. Wasdow wurde am 5. September 2011 nach Behren-Lübchin eingemeindet. Zum 26. Mai 2019 kamen Boddin und Lühburg zu Walkendorf.
Das Amtsgebiet grenzt im Norden an den Landkreis Vorpommern-Rügen und im Osten an den Landkreis Mecklenburgische Seenplatte. Die vorwiegend flache bis leicht hügelige Landschaft wird von der Warbel, einem kleinen Nebenfluss der Trebel, an deren Ufer das Amt einen Anteil im Nordosten hat, durchflossen. Südlich von Gnoien entspringt die Peene. Die höchste Erhebung im Amtsbereich wird mit 58 m ü. NHN in der Nähe von Walkendorf erreicht. Das Gebiet ist landwirtschaftlich geprägt, hat aber auch wegen seiner ursprünglichen Natur mit Wäldern, Wiesen, kleinen Seen und Hünengräbern touristische Potenziale. Im Trebeltal liegt ein etwa acht km² großes Naturschutzgebiet.
Durch das Amtsgebiet führen die Bundesstraße 110 (Rostock – Demmin) und die Verbindungsstraße von Teterow nach Ribnitz-Damgarten. Die Ostseeautobahn (A 20) führt unmittelbar nördlich des Amtsgebietes vorbei. Sie hat die überregionale Anbindung des Gebietes erheblich verbessert.

## Die Gemeinden mit ihren Ortsteilen
- Altkalen mit Alt Pannekow, Damm, Granzow, Kämmerich, Kleverhof, Lüchow, Neu Pannekow und Rey
- Behren-Lübchin mit Alt Quitzenow, Bäbelitz, Bobbin, Duckwitz, Friedrichshof, Groß Nieköhr, Klein Nieköhr, Neu Nieköhr, Neu Quitzenow, Samow, Viecheln und Wasdow
- Finkenthal mit Fürstenhof und Schlutow
- Stadt Gnoien mit Dölitz, Eschenhörn, Kranichshof und Warbelow
- Walkendorf mit Alt Vorwerk, Basse, Boddin, Dalwitz, Gottesgabe, Groß Lunow, Holz Lübchin, Klein Lunow, Lühburg, Neu Boddin, Neu Vorwerk, Repnitz, Stechow und Strietfeld

## Ritterschaftliches Amt Gnoien
Das Ritterschaftliche Amt Gnoien bestand bis um 1918 und hatte 7288 Einwohner im Jahr 1910.

## Belege
1. ↑  Statistisches Amt M-V – Bevölkerungsstand der Kreise, Ämter und Gemeinden 2023 (XLS-Datei) (Amtliche Einwohnerzahlen in Fortschreibung des Zensus 2011) (Hilfe dazu).
2. ↑  Ritterschaftliches Amt Gnoien, Gemeindeverzeichnis von 1900 mit Einwohnerzahlen von 1910